# Cour d'appel des États-Unis pour le onzième circuit

La cour d’appel des États-Unis pour le onzième circuit (en anglais, United States Court of Appeals for the Eleventh Circuit), sise à Atlanta, est une cour d'appel fédérale américaine, devant laquelle sont interjetés les appels en provenance des 9 cours de district (United States District Court) suivantes :
| États   | Districts | Nombre de comtés | Comtés |
| ------- | --------- | ---------------- | --- |
| Alabama | nord      | 32               | Bibb, Blount, Calhoun, Cherokee, Clay, Cleburne, Colbert, Cullman, DeKalb, Etowah, Fayette, Franklin, Greene, Jackson, Jefferson, Lamar, Lauderdale, Lawrence, Limestone, Madison, Marion, Marshall, Morgan, Pickens, Randolph, Shelby, Saint Clair, Sumter, Talladega, Tuscaloosa, Walker et Winston. |
| Alabama | centre    | 22               | Autauga, Barbour, Bullock, Butler, Chambers, Chilton, Coffee, Coosa, Covington, Crenshaw, Dale, Elmore, Geneva, Henry, Houston, Lee, Lowndes, Macon, Montgomery, Pike, Russell et Tallapoosa. |
| Alabama | sud       | 13               | Baldwin, Choctaw, Clarke, Conecuh, Dallas, Escambia, Hale, Marengo, Mobile, Monroe, Perry, Washington et Wilcox. |
| Floride | nord      | 23               | Alachua, Bay, Calhoun, Dixie, Escambia, Franklin, Gadsden, Gilchrist, Gulf, Holmes, Jackson, Jefferson, Lafayette, Leon, Levy, Liberty, Madison, Okaloosa, Santa Rosa, Taylor, Wakulla, Walton et Washington. |
| Floride | centre    | 35               | Baker, Bradford, Brevard, Charlotte, Citrus, Clay, Collier, Columbia, De Soto, Duval, Flagler, Glades, Hamilton, Hardee, Hendry, Hernando, Hillsborough, Lake, Lee, Manatee, Marion, Nassau, Orange, Osceola, Pasco, Pinellas, Polk, Putnam, Sarasota, Seminole, Saint Johns, Sumter, Suwannee, Union et Volusia |
| Floride | sud       | 9                | Broward, Highlands, Indian River, Martin, Miami-Dade, Monroe, Okeechobee, Palm Beach et Saint-Lucie. |
| Géorgie | nord      | 46               | Banks, Barrow, Bartow, Carroll, Catoosa, Chattooga, Cherokee, Clayton, Cobb, Coweta, Dade, Dawson, DeKalb, Douglas, Fannin, Fayette, Floyd, Forsyth, Fulton, Gilmer, Gordon, Gwinnett, Habersham, Hall, Haralson, Heard, Henry, Jackson, Lumpkin, Meriwether, Murray, Newton, Paulding, Pickens, Pike, Polk, Rabun, Rockdale, Spalding, Stephens, Towns, Troup, Union, Walker, White et Whitfield, |
| Géorgie | centre    | 70               | Baker, Baldwin, Ben Hill, Berrien, Bibb, Bleckley, Brooks, Butts, Calhoun, Chattahoochee, Clarke, Clay, Clinch, Colquitt, Cook, Crawford, Crisp, Decatur, Dooly, Dougherty, Early, Echols, Elbert, Franklin, Grady, Greene, Hancock, Harris, Hart, Houston, Irwin, Jasper, Jones, Lamar, Lanier, Lee, Lowndes, Macon, Madison, Marion, Miller, Mitchell, Monroe, Morgan, Muscogee, Oconee, Oglethorpe, Peach, Pulaski, Putnam, Quitman, Randolph, Schley, Seminole, Stewart, Sumter, Talbot, Taylor, Terrell, Thomas, Tift, Turner, Twiggs, Upson, Walton, Washington, Webster, Wilcox, Wilkinson et Worth. |
| Géorgie | sud       | 43               | Appling, Atkinson, Bacon, Brantley, Bryan, Bulloch, Burke, Camden, Candler, Charlton, Chatham, Coffee, Columbia, Dodge, Effingham, Emanuel, Evans, Glascock, Glynn, Jeff Davis, Jefferson, Jenkins, Johnson, Laurens, Liberty, Lincoln, Long, McDuffie, McIntosh, Montgomery, Pierce, Richmond, Screven, Taliaferro, Tattnall, Telfair, Toombs, Treutlen, Ware, Warren, Wayne, Wheeler et Wilkes. |

Avant la création du onzième circuit le 1er octobre 1981, ces districts étaient rattachés au cinquième circuit.